# Hoffmannia obovata
Hoffmannia obovata är en måreväxtart som först beskrevs av Hipólito Ruiz López och Pav., och fick sitt nu gällande namn av Paul Carpenter Standley. Hoffmannia obovata ingår i släktet Hoffmannia och familjen måreväxter. Inga underarter finns listade i Catalogue of Life.